# Liebhaber und andere Fremde
Liebhaber und andere Fremde (Originaltitel: Lovers and Other Strangers) ist eine US-amerikanische Filmkomödie aus dem Jahr 1970, die von Cy Howard nach dem gleichnamigen, 1968 uraufgeführten Bühnenstück von Renée Taylor und Joseph Bologna für den Fernsehsender ABC inszeniert wurde.

## Handlung
Mike Vecchio und Susan Henderson wollen heiraten. Die Eltern des Paares, das seit 18 Monaten zusammen ist, begrüßen die Entscheidung. Mikes Vater Frank, ein harter Arbeiter mit italienischen Vorfahren, erfährt zu seinem Entsetzen, dass sein bislang kinderloser älterer Sohn Richie sich von seiner Frau Joan scheiden lassen will. Auf der anderen Seite wird Susans erfolgreicher Vater Hal, ein irischer Katholik, von seiner Geliebten Cathy, die beste Freundin seiner Frau Bernice, zu einer Entscheidung zwischen ihr und seiner Frau gezwungen. Susans Schwester Wilma ist von der Sexleistung ihres Ehemannes Johnny und dessen nächtlicher Fernsehsucht enttäuscht.
Am Abend vor der Hochzeit arrangieren Mike und Susan ein Blind Date für Susans Cousine Brenda, einer der Brautjungfern, mit Mikes Freund Jerry. Ihre letzte Nacht als Verlobte wollen Mike und Susan in einer Hochzeitssuite in einem Hotel verbringen. Jerry versucht die jungfräuliche Brenda zu verführen, doch ihr ständiges Geplapper verdirbt ihm die Lust.
Die Hochzeitszeremonie berührt die Gefühle der Teilnehmer. Der nostalgische Frank gesteht seinem Sohn eine frühere Affäre. Cathy flieht voller Tränen auf die Toilette, wo sie von Hal getröstet wird. Brenda und Jerry schlafen endlich miteinander, ebenso wie Johnny und Wilma, die von Johnnys Leistung diesmal erfreut ist. Die Hoffnung der Vecchios auf eine Wiedervereinigung von Richie und Joan wird jedoch nicht erfüllt. Mike und Susan hingegen nehmen das emotionale Chaos um sie herum nicht wahr und starten voller Zuversicht in ihr Eheleben.

## Hintergrund
Der Film feierte am 12. August 1970 seine Premiere. In Deutschland kam er am 30. April 1971 in die Kinos.
Einen Gastauftritt bei der Hochzeitsfeier hatten Jerry Stiller, der Ehemann von Anne Meara, und deren gemeinsame Tochter Amy Stiller sowie Sylvester Stallone. Diane Keaton gab mit diesem Film ihr Leinwanddebüt.
Das Theaterstück, das dem Drehbuch zu Grunde liegt, wurde am 18. September 1968 am Broadway uraufgeführt und 70 Mal gespielt. Richard S. Castellano wiederholt im Film seine Theaterrolle.
Der Oscar-prämierte Song wurde für den Film von Larry Meredith eingesungen. Bei der Oscarverleihung 1971 wurde er von Petula Clark vorgetragen. Später wurde er erfolgreich von den Carpenters interpretiert.

## Kritik
Das Lexikon des internationalen Films beschrieb den Film als „turbulente und trotz eines Ansatzes zur Ernsthaftigkeit nur vordergründige Situationskomödie, episodisch aufgelöst und meist bis zur Übertreibung ausgespielt; auch formal unausgeglichen“. Roger Ebert, Kritiker der Chicago Sun-Times, hingegen lobte den Film als angenehme und amüsante Komödie.
Auch Variety schrieb positiv über den Film. Er erzähle seine Geschichte auf angenehme Weise und enthülle amüsant und teilnahmsvoll die Marotten der Familienmitglieder.

## Auszeichnungen
1971 gewann der Film einen Oscar in der Kategorie Bester Song für das Lied For All We Know von Fred Karlin (Melodie), Robb Royer und Jimmy Griffin (Text). Weitere Nominierung gab es in den Kategorien Bester Nebendarsteller (Richard S. Castellano) und Bestes adaptiertes Drehbuch.
Im gleichen Jahr wurde der Film für den Golden Globe als Bester Film (Komödie) nominiert. Als bester Nebendarsteller belegte Richard S. Castellano den 4. Platz und der Film selbst den 9. Platz bei der Verleihung der Laurel Awards. In der Kategorie Beste Komödie wurde das Drehbuch für den WGA-Award der Writers Guild of America nominiert.